# 俄罗斯联邦国务委员会
俄罗斯联邦国务委员会（俄语：Государственный Совет Российской Федерации，有时亦被译为俄罗斯国务院）是俄罗斯联邦一个成立于2000年的国家机构，由总统普京批准成立。根据当时规定，国务委员会是一个讨论、协调、咨询重要事情的机构，可向总统提出建议。2020年1月，普京提议修改宪法，强化国务委员会地位。12月21日，普京批准俄联邦国务委员会成员名单，该委员会主席由普京本人担任。

## 职责

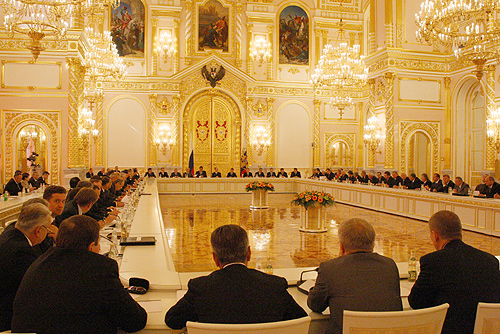
国务委员会会议（2008年9月6日）

2020年12月，俄罗斯联邦委员会通过《俄罗斯联邦国务委员会法》。根据该法律，国务委员会将参与制定俄罗斯对内对外政策，讨论预算草案和人事政策，可作出决议，要求修改立法，但无权提出立法议案。

## 组成人员

### 主席
| 届次                     | 肖像 | 姓名 （生－卒）            | 政党   | 国籍   | 任期               | 副主席 |
| ------------------------ | ---- | -------------------------- | ------ | ------ | ------------------ | ------ |
| 俄罗斯联邦国务委员会主席 |      |                            |        |        |                    |        |
| 1                        |      | 弗拉基米尔·普京 （1952－） | 無黨籍 | 俄羅斯 | 2000年5月8日－现任 | 空缺   |

### 秘書長
- 2000年5月8日－2012年9月3日：亚历山大·格里戈里耶维奇·阿布拉莫夫（俄语：Абрамов, Александр Григорьевич）
- 2012年9月3日－2024年5月29日：伊戈尔·葉夫根尼耶维奇·列維京（俄语：Левитин, Игорь Евгеньевич）
- 2024年5月29日－至今：阿列克谢·久明

### 其他成员
国务委员会的其他成员还包括俄罗斯总理米哈伊尔·米舒斯京、各联邦主体负责人、国家杜马和联邦委员会负责人、总统派驻外地全权代表、俄独立工会主席、俄工业家企业家联盟主席等。

## 关联条目
- 俄罗斯联邦
- 俄罗斯联邦总统
- 俄罗斯联邦总理
- 俄罗斯联邦政府
- 俄罗斯联邦安全会议
- 蘇聯國務委員會